# شورش کوناشیری مناشی
شورش کوناشیری مناشی یا جنگ کوناشیری مناشی (به ژاپنی: クナシリ・メナシの戦い Kunashiri Menashi no tatakai) جنگی بود که بین قوم آینو (ژاپن) و دولت ژاپن در شبه‌جزیره شیروتوکه در شمال شرقی هوکایدو در سال ۱۷۸۹ میلادی رخ داد. این شورش در ماه مه ۱۷۸۹، هنگامی که مردم آینو در جزیره کوناشیری و بخش‌هایی از منطقه مناشی و همچنین در دریا به ژاپنیان حمله کردند، آغاز شد. در این حملات بیش از ۷۰ ژاپنی کشته شدند. دولت ژاپن ۳۷ آینویی را به عنوان توطئه‌گران دستگیر و اعدام کرد. دلایل شورش به طور کامل مشخص نیست، اما سوءظن مردم آینو به مسموم بودن ساکی داده شده به آینو در مراسم وفاداری و اعتراض به رفتار معامله‌گران ژاپنی به عنوان عوامل احتمالی این شورش ذکر شده‌است. 